# شتيفان بوبيسكو
شتيفان بوبيسكو (بالرومانية: Ștefan Popescu)‏ هو لاعب كرة قدم روماني في مركز الدفاع، ولد في 5 مايو 1993 في ياش في رومانيا. شارك مع منتخب رومانيا تحت 17 سنة لكرة القدم ومنتخب رومانيا تحت 19 سنة لكرة القدم ومنتخب رومانيا تحت 21 سنة لكرة القدم. أما مع النوادي، فقد لعب مع أولمبيك مارسيليا ونادي أجاكسيو ونادي أسترا جورجو ونادي ترنانا ونادي تشيزينا ونادي روما ونادي كالياري ونادي مودينا.

## وصلات خارجية
- شتيفان بوبيسكو على موقع قاعدة بيانات كرة القدم.إي يو (الإنجليزية)
- شتيفان بوبيسكو على موقع Soccerway.com (الإنجليزية)
- شتيفان بوبيسكو على موقع AS.com (الإسبانية)